# M3/M5 Stuart

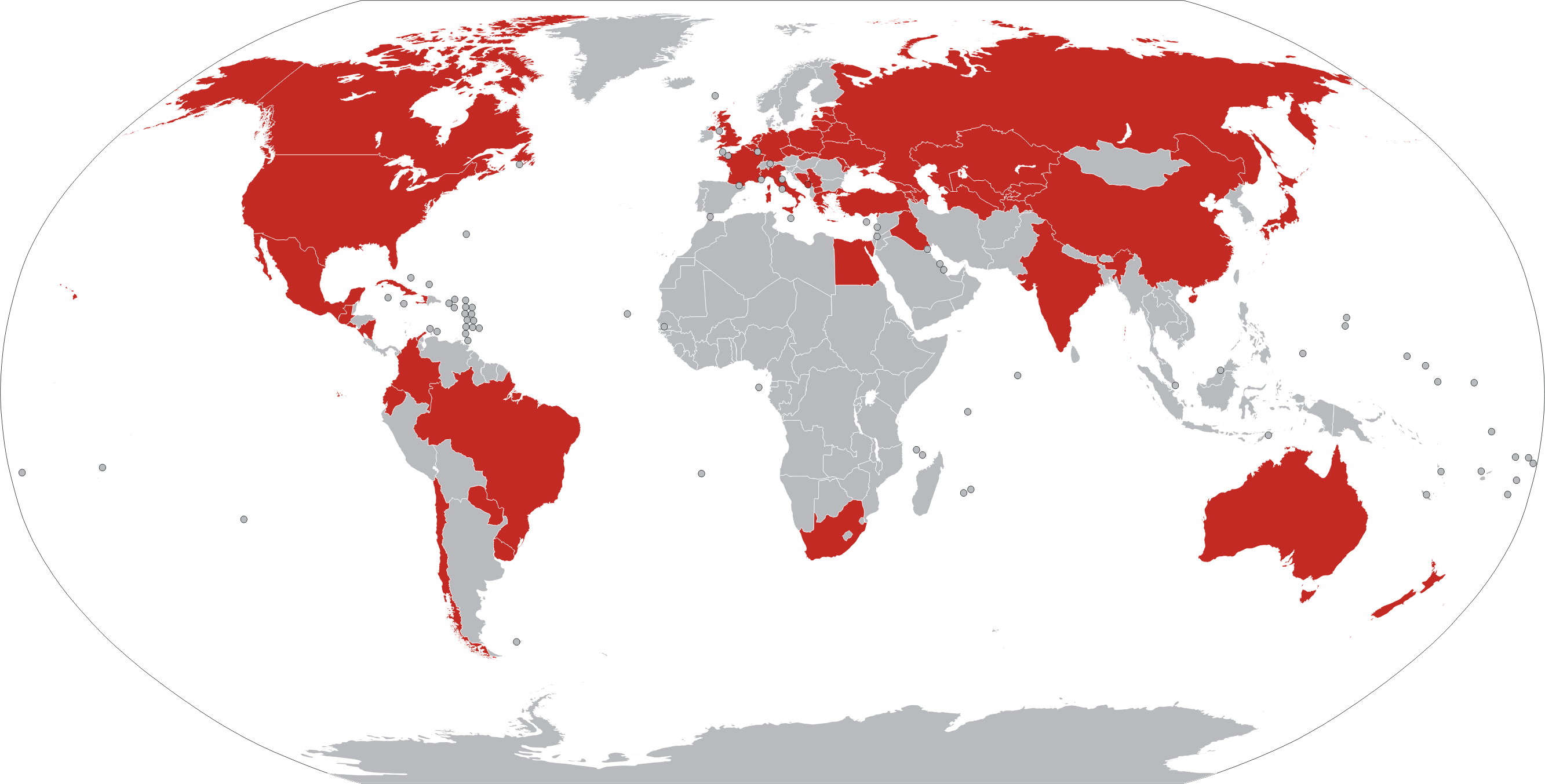
A Stuart könnyűharckocsikat rendszeresítő országok

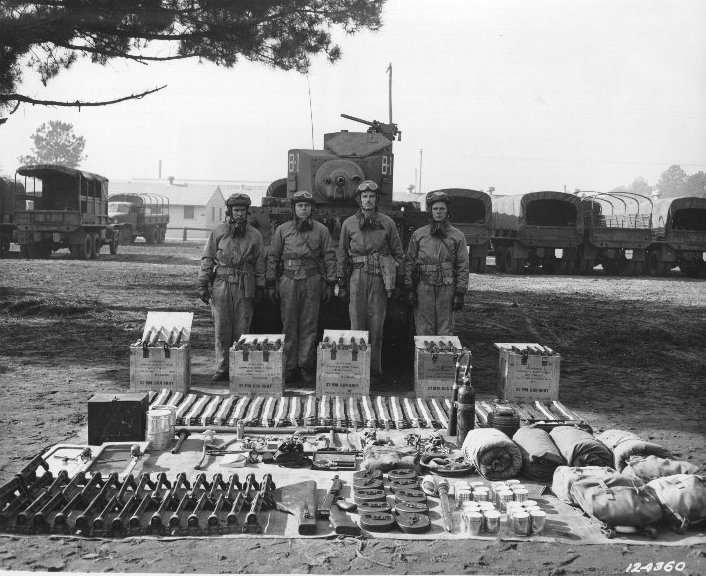
A négyfős személyzet M3 Stuart-ja előtt annak belső felszerelésével szemlézés idején Fort Benningben, 1941. december 18-án

Az M3 könnyűharckocsi (angolul Light Tank M3) az Amerikai Hadsereg megrendelésére kifejlesztett könnyűharckocsi volt, amelyet a második világháborúban alkalmaztak. Elődje a T2E1 fejlesztési nevű M2 (könnyűharckocsi) volt, amelyet 1935-ben kezdtek tervezni. A módosított M2-t 1941 márciusában kezdték gyártani M3 jelzéssel. A korabeli könnyűharckocsiktól jelentősen el nem térő járművet a harctéri tapasztalatok alapján modernizálták, és ezt a változatot M5 könnyűharckocsi néven rendszeresítették. Az M3 névadójául az amerikai polgárháború egyik tábornoka, James Ewell Brown Stuart szolgált. Ez a Stuart név a teljes családot jellemezte később. A britek Honey-nak becézték (magyarul „Édes”, „Kedves”, vagy „Drága” a nők után).
Konkurensei a német Panzerkampfwagen I és Panzerkampfwagen II, a szovjet T–26, –27, –40, –50, –60, –70, a lengyel 7TP valamint a japán Type 95 Ha-Go és Type 97 Chi-Ha. A típust bevetették a világháború összes hadszínterén.
A jármű bázisán több altípust hoztak létre. Ilyen volt az M8 önjáró tarack (Howitzer Motor Carriage M8) is. Ennek tömege 15 695 kg volt és a 75 mm-es M1 hegyitarackot alkalmazta (a háború utáni neve M116). Összesen 46 darab 75 mm-es lőszer volt bemálházható, de gyártottak a járműhöz páncélozott utánfutót is, amelyben további lőszerek kaptak helyet. A löveg mellett még egy 12,7 mm-es légvédelmi nehézgéppuskával is fel volt fegyverezve. 1942 végétől 1944 januárjáig gyártották, 1778 darab készült belőle.

## Típusváltozatai

### Harckocsik
M3A1
- Ez a típusváltozat új tornyot kapott, valamint 3 darabra csökkentették a géppuskák számát.

M3A3
- A típusváltozat 60 fokban döntött páncélzatot kapott.

M5
- 60 fokban döntött és vastagabb páncélzatot és új motort is kapott.

M5A1
- Újabb, nagyobb hatótávolságú rádiót kapott. Parancsnoki harckocsi.

### Páncélvadászok, önjáró tüzérségi járművek
75mm Howitzer Motor Carriage M8 (röviden M8 HMC)
- Ezt az altípust a lovassági felderítőszázadok (cavalry reconnaissance squadrons) közvetlen tűztámogatására kezdték fejleszteni még 1942-ben. Két főbb módosítást hajtottak végre rajta: új, lapos, lekerekített tornyot kapott, melynek tetőpáncélzata nem volt, a torony felülről nyitott volt. A torony frontpáncélzata (a harckocsihoz képest) vastag volt, valamint egy rövid csövű, M116 típusú, 75 mm-es tarackkal és a farpáncélon egy utánfutó-vonószemmel szerelték fel. Utóbbival lőszervontatásra is alkalmassá vált. Alapja az M5 változat, összesen 1778 darabot gyártottak le.

75mm Howitzer Motor Carriage M8A1
- Az M8 HMC-től annyiban különbözött, hogy az M5A1 alváza lett felhasználva, valamint egyes példányokon az M4 Sherman 75 mm-es ágyúját építették be. Fejlesztése 1943-ban kezdődött.

T18 75 mm Howitzer Motor Carriage
- Jelentős változtatásokat hajtottak végre: tömzsi, forgótorony nélküli, zárt felépítményű rohamlöveg. Páncélzatának vastagsága 40-70mm. Fejlesztését 1941 októberében kezdték, 1942 májusában fejezték be, majd 1942 decemberében tesztelték, azok sikeresen zárultak, de sohasem állították szolgálatba. Alapja az M3/M5 alakharckocsi. Főfegyverzete az M8 könnyűtarack. Másodlagos fegyverzete 2 db Browning M1919A4 géppuska volt.

T82 Howitzer Motor Carriage
- Ez a típusváltozat merőben különbözött a többitől. Nyitott tetejű, páncélzata 13 mm volt és egy 105 mm-es tarackot építettek bele. Másodlagos fegyverzete 1 db Browning M1919A4 géppuska volt. Fejlesztése 1943-ban kezdődött. Gyenge páncélzata miatt sohasem állt szolgálatba.

T57 3in Gun Motor Carriage
- Ezt az önjáró tüzérségi löveget egy 75 mm-es tarackkal szerelték fel, másodfegyverzete nem volt. Fejlesztése 1942-ben kezdődött. A löveg hatótávolsága ugyan kicsi volt, de páncélzata vastagsága, ezt kompenzálta. A löveg kezelőszemélyzetét nem védte páncéllemez. Alapja az M3/A3. Hadrendbe sosem állították, rövid hatótávolsága miatt, csak egy prototípusa készült el.

T56 3in Gun Motor Carriage
- A T57-tel szemben annyiban tért el, hogy ennél a kezelőszemélyzet páncéllemez-védelmet kapott. Fejlesztése 1942-ben kezdődött. Soha nem került szolgálatba, csak egy prototípust építettek.

T27 / T27E1 81 mm Mortar Motor Carriage
- Ezt az önjáró aknavetőt egy 81 mm-es aknavetővel szerelték fel. Fejlesztése 1942-ben kezdődött. Másodfegyverzetként Browning M2HB géppuskát kapott. Nem került szolgálatba csak prototípusként létezett.

M5 T39 rakétavetővel
- A torony tetejére egy T39 rakétavetőt szereltek. Ebbe 20 db 72mm-es rakéta fért el. A rakétavető állásszögét úgy lehetett szabályozni hogy, egy fém rudat erősítettek a csőre, és ahogy a cső mozgott úgy mozgott a rakétavető is. Előnye volt hogy a rakétavető szinte bármilyen szögben mozoghatott. Hátránya hogy amikor a rakétavető tüzelőállásban volt, mind az ágyú és a tornyon lévő géppuskák használhatatlanok voltak. Másik hátránya hogy a rakétavető miatt könnyen észrevehető és nagyon sebezhető lett az amúgy felderítőnek szánt könnyűharckocsi. Súlyos hátrányai miatt sohasem került a sorozatgyártás fázisáig, csak egy prototípust építettek.

### Vontatók
M5 High-speed Tractor

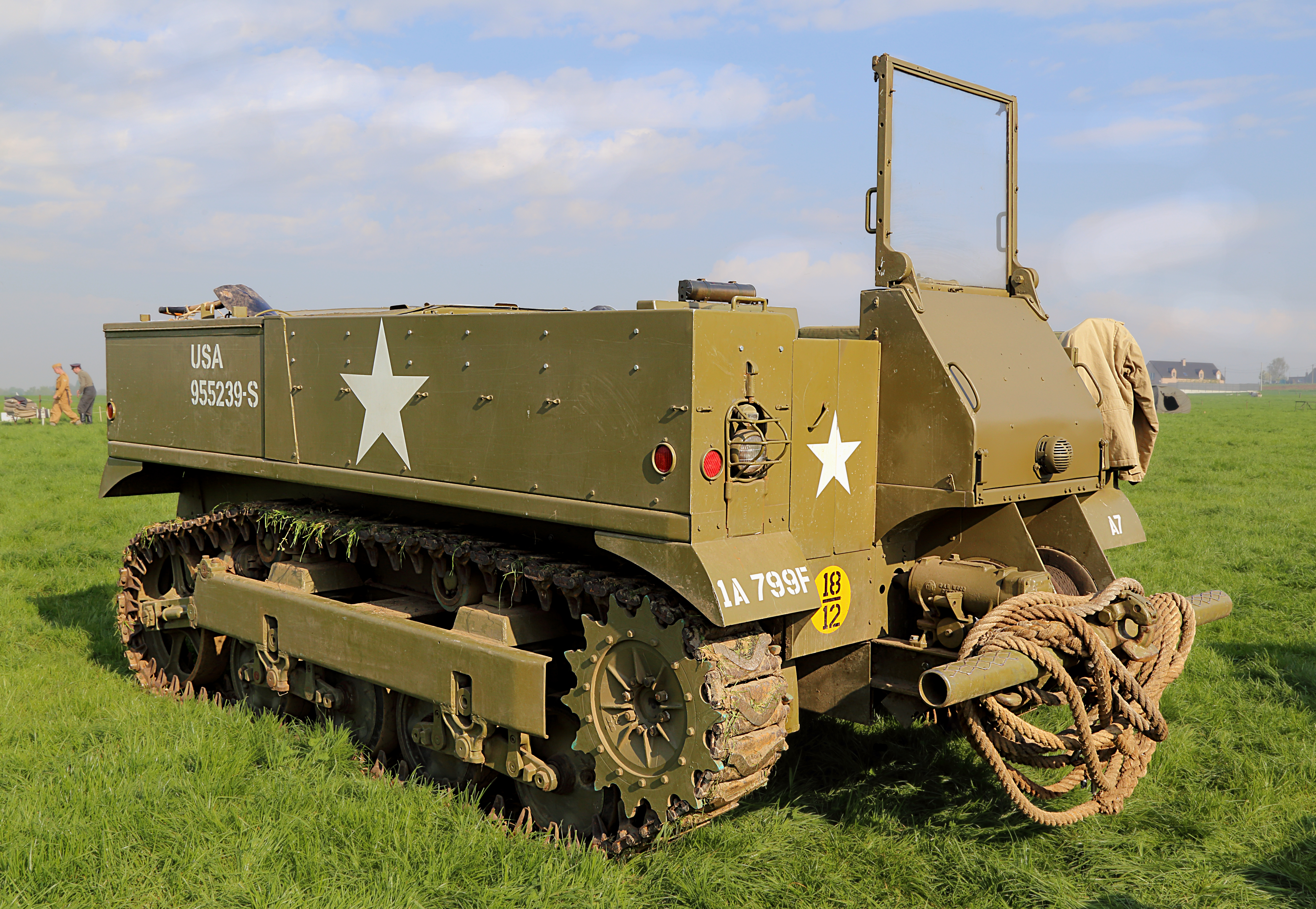
M5 HST

- Küzdőtér nélküli dobozfelépítménnyé épített változat, 1942-től alkalmazták tüzérségi eszközök vontatására, elsősorban a 105 mm-es M2 tarack és a 155 mm-es Long Tom tábori ágyú vontatására. Egy darab önvédelmi M2 géppuskája volt, légvédelmi célokra, a futóművét megerősítették.

### Brit változatok
Stuart Recce
- Torony nélküli felderítő változat.

Stuart Command/Kangoroo
- A Recce nagyobb hatótávolságú rádiókkal.

Stuart artillery tractor
- Torony nélküli változat, hasonló a Recce és a Kangaroo/Command változatokhoz. Az Ordnance QF 17 pounder, 17 fontos páncéltörő ágyú vontatására alkalmazott változat.[1]

### Brazil változatok
X1A
- Alapja az M3A1. Új motort építettek bele egy 280 lóerős Saab-Scania dízelmotort. Felfüggesztését feljavították, a páncélzatot megvastagították, a tanktestet is áttervezték. Fegyverzetként egy DEFA 90mm-es harckocsi ágyút kapott és a tornyot is áttervezték. Sorozatgyártásra bocsátották és 80 járművet építettek.

X1A1
- Felfüggesztésén javítottak. Nem jutott el a sorozatgyártásig.

X1A2
- Az X1A1 alapján épülve már semmilyen vonást sem tartott meg az M3A1 típusból. A tanktestet áttervezték, a páncélzatot megvastagították. A jármű súlya 19 tonnára nőtt. Legénysége 3 fő volt. Fegyverzetként egy DEFA 90mm-es harckocsi ágyút kapott. A motort kicserélték egy 300 lóerős Saab-Scania motort kapott. 30 db jármű épült 1979 és 1983 között.

## Egyéb járművek

### Légvédelmi páncélosok
M3 with Maxson Turret
- Ezt a légvédelmi változatot 1942-ben fejlesztették. Az eredeti tornyot leszerelték, helyette egy Maxson Turret nevű, kifejezetten légvédelmi célra kifejlesztett tornyot kapott. Fegyverzete 4 db .50 cal. géppuska volt. A projektet törölték, mivel úgy gondolták hogy erre a feladatra jobban megfelel az M16 MGMC hernyótalpas (féllánctalpas) jármű. Csak egy prototípusa létezett.

40 mm Gun Motor Carriage T65
- A harckocsi egy új Bofors 40 légvédelmi gépágyút kapott volna. Kiderült hogy az M3 alváza alkalmatlan a fegyver hordozására ezért az alvázat kicserélték az M24 könnyű harckocsi alvázára, ennek a neve M19 Gun Motor Carriage lett. Fegyverzete 1-2 (először egy, de a harci tapasztalatok alapján kettő) 40mm-es Bofors gépágyú volt. Kisebb-nagyobb módosítások után a típust szolgálatba állították.

20 mm Multiple Gun Motor Carriage T85
- Az M5A1 alvázán alapuló légvédelmi páncélos. Fegyverzete quad Oerlikon 20 mm-es gépágyú volt. Nem állt szolgálatba.

### Páncélozott lángszóró járművek
M3/M3A1 with Satan Flame-gun
- A 37mm-es M6 páncéltörő ágyút kicserélték 1 db Ronson Flamethrower lángszóróra. Másodfegyverzete nem volt. 20 db járművet átalakítottak a US Marine Corps-nak 1943-ban.

M5A1 with E5R1-M3 Flame Gun
- A változatban csak annyi a különbség, hogy meghagyták a harckocsitestbe telepített 3 db, és a toronyba telepített 2 db géppuskát.

M3A1 with E5R2-M3 Flame-gun
- Egy megbízhatóbb, nagyobb hatósugarú lángszórót építettek bele.

## Külső hivatkozások
- M5A1 Walk Around
- Rövid ismertető. Archiválva 2011. július 7-i dátummal a Wayback Machine-ben – AFV database (angol nyelvű)
- Az M3 változatainak leírása. – AFV database (angol nyelvű)
- Light tank M3 - Stuart
- Light tank M5 - General Stuart
- A 37 mm-es ágyú átütési táblázata
- 3 darab M5A1 Walk Around a Primeportal páncélos gyűjteményében
- Szemléletes ábrákkal illusztrált oldal
- Commonwealth Mk. VI Light Tank "Stuart"